# 贝尔纳维尔
贝尔纳维尔（法語：Bernaville，法語發音：[bɛʁnavil]）是法国上法蘭西大區索姆省的一个市镇，属于亚眠区。

## 地理
贝尔纳维尔（50°7'53"N, 2°9'49"E）面积17.34 平方千米，位于法国上法蘭西大區索姆省，该省份为法国北部沿海省份，北起加来海峡省和北部省，西接滨海塞纳省和大西洋英吉利海峡，南至瓦兹省，东临埃纳省。
与贝尔纳维尔接壤的市镇（或旧市镇、城区）包括：欧特、博梅斯、布瓦贝格、多梅蒙、埃佩康、菲安维莱尔、戈尔日、厄兹库尔、勒梅亚尔、普鲁维尔、里博库尔。
贝尔纳维尔的时区为UTC+01:00、UTC+02:00（夏令时）。

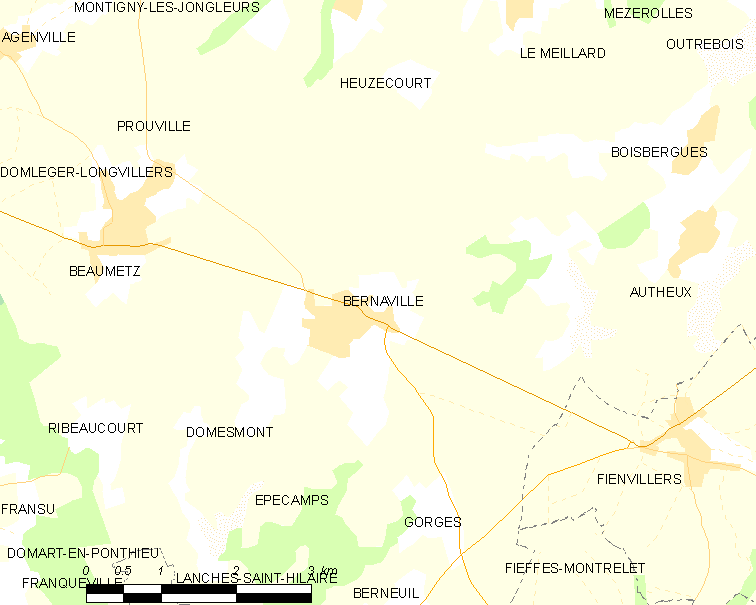
贝尔纳维尔的OSM定位图

## 行政
贝尔纳维尔的邮政编码为80370，INSEE市镇编码为80086。

## 政治
贝尔纳维尔所属的省级选区为杜朗县。

## 人口

1962-2008年间贝尔纳维尔人口变化图示

贝尔纳维尔于2022年1月1日时的人口数量为1047人。